# Alberto Sanabria Ortiz
Alberto Marcelo Sanabria Ortiz (18 de junio de 1943) es un abogado y político peruano que ocupó el cargo de ministro del Interior del Perú durante el gobierno de Alejandro Toledo, de enero a julio de 2003.

## Trayectoria política
Es abogado de profesión, con doctorado en Derecho. Fue partidario de Alejandro Toledo desde que este inició su carrera política, y miembro de su partido, que desde 1999 adoptó el nombre de Perú Posible. 
Durante las elecciones generales del 2000 fue personero legal de Perú Posible. Asimismo, postuló sin éxito al Congreso de la República del Perú en las elecciones del 2001.
Iniciado el gobierno de Alejandro Toledo en el 2001, fue nombrado director nacional de Gobierno Interior del Ministerio del Interior del Perú, cuando Fernando Rospigliosi era titular de dicho despacho y siendo viceministro Gino Costa. Este nombramiento era la ganancia de poder político que consiguió el partido, pues bajo dicho cargo Sanabria tenía la responsabilidad de nombrar prefectos y subprefectos.
Tras la salida de Rospigliosi del ministerio del Interior, Sanabria renunció a su cargo y se fue al Ministerio de Transportes y Comunicaciones, donde llegó a ser viceministro de Transportes, y accidentalmente, viceministro de Comunicaciones.

### Ministro del Interior
El 27 de enero del 2003, Sanabria juró como ministro del Interior del Perú del gobierno de Alejandro Toledo, formando parte del Consejo de Ministros presidido entonces por Luis Solari.
Su nombramiento se produjo tras la renuncia de su antecesor Gino Costa, quien, por discrepancias con el presidente, se había retirado con todo su equipo técnico. El 28 de junio de 2003 fue ratificado en el cargo al producirse el cambio de gabinete ministerial, que pasó a ser encabezado por Beatriz Merino.
Duró en el cargo seis meses. No bien inició su gestión surgieron una serie de denuncias en su contra. Entre las más graves estaba el cobro de doble sueldo cuando fue director general de Gobierno Interior, beneficiándose con una resolución aprobada en el gobierno de Alberto Fujimori; o recibir de manera irregular pagos por trabajos no realizados.
Estallaron numerosas huelgas y paralizaciones, entre ellas las del sindicato magisterial o SUTEP, que exigía mejoras salariales, y la de la Junta de Usuarios de Riego. También los transportistas de carga pesada realizaron una huelga con bloqueo de carreteras. Cuando la situación se volvió más caótica, el gobierno decretó el estado de emergencia en todo el país, el 27 de mayo de 2003. En ese mismo mes de mayo se reprimió una protesta en Puno con intervención de las Fuerzas Armadas, ocurriendo entonces la muerte de un estudiante universitario por herida de bala.
También se produjo el ataque de una columna senderista al campamento de la empresa Techint, que tendía el gaseoducto del gas de Camisea  en la selva ayacuchana, el 9 de junio de 2003. Los terroristas se apoderaron de la dinamita y secuestraron a 71 trabajadores, a quienes se los llevaron a las alturas, exigiendo el pago de un rescate. Al día siguiente fueron liberados todos, aunque no quedó claro si se pagó o no el rescate. El gobierno adujo que el despliegue militar y policial en la zona había atemorizado a los senderistas, que se vieron obligados a replegarse. Las operaciones de búsqueda de los terroristas no dieron resultado, e incluso, una patrulla combinada del Ejército y la Marina sufrió una emboscada el 10 de julio en Irquis, cayendo muertos cinco militares y dos ronderos que iban de guías.
Ante la presión de la prensa y la opinión pública, Sanabria se vio obligado a renunciar en julio del 2003, siendo reemplazado por Fernando Rospigliosi, que ya había sido ministro el año anterior.